# .coop
.coop je internetová generická doména nejvyššího řádu pro družstva a družstevní sdružení…
V zprávě Summit Strategies International kterou vypracovala pro ICANN vyplývá, že registrátoři a sponsoři domény porušují nadefinovaná kritéria pro vznik domény. Díky tomu existují stránky pod .coop které nemají nic společného s družstevními organizacemi. Stejné zjištění se týká i domén .museum a .aero.
Coop TLD navrhla National Cooperative Business Association (NCBA) jako odpověď na oznámení Internetové korporace pro přidělená jména a čísla (ICANN) z konce roku 2000 o postupném uvolňování sedmi nových generických domén nejvyšší úrovně v rámci rozšíření prostoru jmen internetových domén.